# Jacob Mandix
Jacob Mandix, född den 18 januari 1758 i Köpenhamn, död den 22 maj 1831 i Sorø, var en dansk nationalekonom och ämbetsman. Han var bror till Jørgen Mandix.
Mandix blev student 1774, candidatus theologiæ 1777, candidatus juris 1778 och candidatus philologiæ 1779. Han studerade 1781–1783 statsvetenskap i Göttingen och vistades därefter i Frankrike, England och Holland. Mandix blev 1783 auskultant i Rentekammeret, 1786 revisor vid kontoret för tillsyn av omyndigas medel, 1790 sekreterare och chef för det fynska och jylländska lantbrukskontoret och 1797 chef för det danska och norska tabellkontoret. Han blev 1801 amtmand på Bornholm, 1804 kommitterad i Rentekammeret, 1807 tillika verkställande medlem av direktionen för Kreditkassen, 1822 deputerad i Rentekammeret, fick 1830 efter ansökan dispensation från sina ämbetsförrättningar och 1831 avsked. 
Utöver att lämna flera bidrag till Minerva, Lærde Efterretninger och andra tidskrifter och att redigera bokstäverna R och V till Videnskabernes Selskabs danska ordbok, skrev Mandix Forsøg til en systematisk Haandbog over den danske Landvæsensret (I—II 1800, 2:a omarbetade utgåva under titeln Haandbog i den danske Landvæsensret I—II, 1813, med tillägg 1829) och Om det danske Kammervæsen, en Haandbog for Embedsmænd ved Rentekammeret og hvem ellers danske Kammersager vedkomme (1820), bägge verk, som vann stort anseende och användes mycket i praxis. Av mindre speciell karaktär var Mandix lilla översikt Danmarks Tilstand for omtr. tresindstyve Aar siden sammenlignet med den nuværende (1830); däremot är boken Om Danmarks Lovgivning i Kong Christian 5.'s Tid (1831) närmast ett lagrepertorium. Mandix' dotter Lucie var gift med Bernhard Severin Ingemann.